# Моравія (Нью-Йорк)
Моравія (англ. Moravia) — місто (англ. town) в США, в окрузі Каюга штату Нью-Йорк. Населення — 3323 особи (2020).

## Демографія
Згідно з переписом 2010 року, у місті мешкало 3626 осіб у 1055 домогосподарствах у складі 686 родин. Було 1266 помешкань
Расовий склад населення:
| - 80,7 % — білих - 15,9 % — чорних або афроамериканців - 0,7 % — корінних американців - 0,3 % — азіатів - 2,2 % — осіб інших рас |

До двох чи більше рас належало 0,3 %. Частка іспаномовних становила 4,1 % від усіх жителів.
За віковим діапазоном населення розподілялося таким чином: 16,4 % — особи молодші 18 років, 71,2 % — особи у віці 18—64 років, 12,4 % — особи у віці 65 років та старші. Медіана віку мешканця становила 37,9 року. На 100 осіб жіночої статі у місті припадало 173,7 чоловіків; на 100 жінок у віці від 18 років та старших — 192,8 чоловіків також старших 18 років.
Середній дохід на одне домашнє господарство становив 64 353 долари США (медіана — 56 364), а середній дохід на одну сім'ю — 74 367 доларів (медіана — 68 182). Медіана доходів становила 47 216 доларів для чоловіків та 42 056 доларів для жінок. За межею бідності перебувало 12,2 % осіб, у тому числі 13,4 % дітей у віці до 18 років та 10,9 % осіб у віці 65 років та старших.
Цивільне працевлаштоване населення становило 1278 осіб. Основні галузі зайнятості: освіта, охорона здоров'я та соціальна допомога — 28,7 %, виробництво — 17,3 %, роздрібна торгівля — 10,9 %, транспорт — 8,0 %.

## Персоналії
- Міллард Філлмор (1800—1874) — тринадцятий президент США (1850—1853).